# ماریاچی

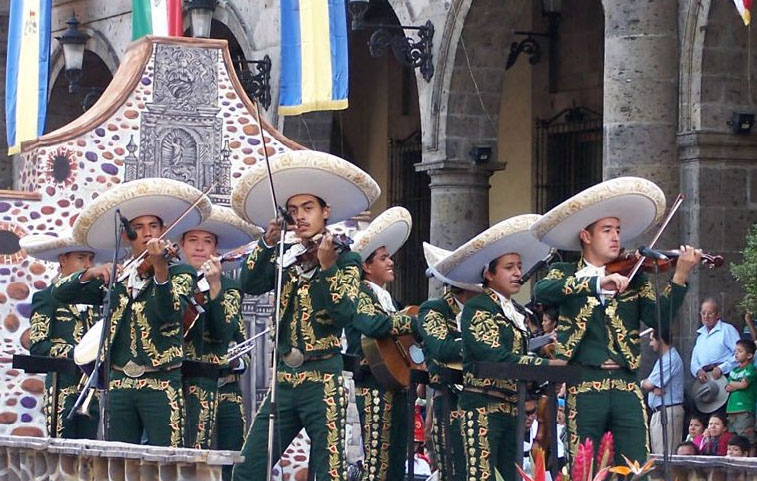
یک گروه نوازنده ماریاچی در ایالت گوادالاخارا در مکزیک، با کلاه‌های سمبررو

ماریاچی یا ال ماریاچی (به اسپانیایی: Mariachi) نوعی گروه نوازنده موسیقی سنتی در مکزیک و ایالات جنوب غربی آمریکا است.
از اجرای موسیقی این نوع نوازندگان در مراسم عمومی (عیدها، عروسی‌ها، و…) اغلب استفاده می‌گردد.
ماریاچی‌ها اغلب تنها مسلط به نواختن یک ساز بوده‌اند (گیتار یا ویالون). اما امروز ماریاجی‌های مدرن که با گروه‌های موسیقی همراهی می‌کنند یا در مراسم بزرگ شرکت می‌کنند معمولاً آشنایی بیشتری با آلات موسیقایی دارند.
اغلب آهنگهای ماریاچی‌ها در فراق یار یا در ستایش او خوانده شده‌اند و در گذشته برای ابراز علاقه به طرف مقابل در شهرهایی از مکزیک استفاده می‌شده‌اند.
برخی از زبان شناسان بر این عقیده آن که واژهٔ marriage در زبان انگلیسی از واژهٔ Marichi گرفته شده‌است؛ و کاربرد آن به دههٔ ۱۸۶۰ میلادی بازمی‌گردد زمانی که ماکسی میلیان هابسبورگی Maximillian of Habsburg امپراتور مکزیک بود. این نظریه برای اولین بار توسط آلفونسو ریس (به اسپانیایی: Alfonso Reyes) مطرح شده‌است.